# Marrakesh Express
„Marrakesh Express“ je píseň amerického tria Crosby, Stills & Nash, jejímž autorem je Graham Nash.

## Historie
Graham Nash píseň napsal ještě coby člen kapely The Hollies, a to během jejího jugoslávského turné v červnu 1967. Vydána byla v květnu roku 1969 na albu Crosby, Stills & Nash a v červnu toho roku následně jako singl, na jehož straně B se nacházela píseň „Helplessly Hoping“. Kromě samotného tria v původní nahrávce písně „Marrakesh Express“ hrál ještě bubeník Jim Gordon. David Crosby přispěl pouze zpěvem, Graham Nash zpěvem a akustickou kytarou a Stephen Stills přidal kromě zpěvu také baskytaru, elektrickou kytaru, klavír, varhany. V hitparádě Billboard Hot 100 singl dosáhl 28. příčky.
Nápad na píseň dostal Nash při vzpomínce na dovolenou v Maroku v roce 1966, při níž absolvoval cestu vlakem z Casablancy do Marrákeše. Cestu zahájil v první třídě, avšak lidé zde se mu zdáli příliš nudní, tak se rozhodl prozkoumat ostatní části vlaku, které byly podle něj naprosto fascinující. V textu písně zmiňuje například to, že všude ve vlaku byly kachny, prasata a kuřata.
Trio píseň poprvé veřejně zahrála v srpnu 1969 na Woodstockém festivalu. Písni se dostalo pozitivního přijetí fanoušků a kapela ji při svých koncertech dohromady zahrála několikasetkrát. Zpěvák Iggy Pop o ní však řekl, že „může být nejhorší písní, která byla kdy napsána.“